# Lancia Ardea
El Lancia Ardea es un automóvil de turismo fabricado por la marca italiana Lancia entre los años 1939 y 1953.

## Características
El Ardea es una versión pequeña y económica del más opulento Lancia Aprilia, convirtiéndose en el modelo más longevo de Lancia. Contaba con una caja de engranajes de 4 velocidades hasta las tercera serie (1948) cuando se introdujo la versión de 5 velocidades, siendo el primer  automóvil de producción en serie con transmisión de 5 marchas. Contaba además con una suspensión anterior independiente, sistema eléctrico de 12 voltios y de un choque de Houdaille. El Ardea se presentó con un motor de 4 cilindros en V estrecha de 903 cc, capaz de erogar 21.2 - 22 kW (28 - 30 hp) a 4600 rpm. Gracias a su ligero peso (750 kg) y su bajo consumo (7 litros cada 100km a 75 km/h) el Ardea fue ampliamente utilizado en el transporte público como Taxi, para lo cual Lancia proporcionó un chasis ligeramente más largo (tipo 450) que mejoraba la habitabilidad interior con respecto a la sedán común (tipo 250). Hasta el final de su comercialización se llegaron a fabricar 31.961 ejemplares del Ardea.

## Series
- 1ª Serie, producida entre 1939 y 1941, 2.992 unidades vendidas.
- 2ª Serie, producida entre 1941 y 1948, 4.438 unidades vendidas. Introducción de sistema eléctrico de 12 voltios.
- 3ª Serie, producida entre 1948 y 1949, 3.600 unidades vendidas. Transmisión de 5 velocidades introducida.
- 4ª Serie, producida entre 1949 y 1953, 11.700 unidades vendidas. Cabeza de cilindros del motor nuevas, uso de aluminio, elevado radio de compresión en el motor, potencia elevada hasta los 30 hp.

|  |  |  |